# Campbell Trophy 1938
Campbell Trophy 1938 je bila druga neprvenstvena dirka za Veliko nagrado v sezoni 1938. Odvijala se je 18. aprila 1938 na angleškem dirkališču Brooklands. 

## Rezultati

### Dirka
| Poz | Dirkač                  | Moštvo    | Dirkalnik    | Krogi | Čas/Odstop |
| --- | ----------------------- | --------- | ------------ | ----- | ---------- |
| 1   | Princ Bira              | Privatnik | ERA          | 10    | ?          |
| 2   | Arthur Dobson           | Privatnik | ERA          | 10    | +1,6 s     |
| 3   | Arthur Hyde             | Privatnik | Maserati 8CM | 10    | +33,4 s    |
| 4   | William Cotton          | Privatnik | ERA B        | 10    |            |
| 5   | Luigi Villoresi         | Privatnik | Maserati 6CM | 10    |            |
| Ods | Emmanuel de Graffenried | Privatnik | Maserati 4CM | 1     |            |